# Puchar Polski w piłce nożnej kobiet (2008/2009)
Puchar Polski w piłce nożnej kobiet (2008/2009) – turniej o kobiecy Puchar Polski w piłce nożnej, zorganizowany przez Polski Związek Piłki Nożnej na przełomie 2008 i 2009 roku. Tytuł zdobył AZS Wrocław, pokonując w finale Gryf Szczecin 0:3.

## Pierwsza runda
Mecze rozgrywano od 17 do 24 sierpnia 2008 roku.
| Drużyna 1               | Wynik | Drużyna 2          |
| ----------------------- | ----- | ------------------ |
| Wanda Kraków            | •     | Starówka Nowy Sącz |
| Leskowiec Rzyki         | •     | Bronowianka Kraków |
| Wróblowianka Wróblowice | •     | Naprzód Sobolów    |
| Bronowianka II Kraków   | •     | Podgórze Kraków    |

## Druga runda
Mecze rozgrywano od 22 listopada 2008 do 5 maja 2009 roku.
| Drużyna 1          | Wynik         | Drużyna 2                |
| ------------------ | ------------- | ------------------------ |
| Mitech Żywiec      | 1:2           | Czarni Sosnowiec         |
| Unia Opole         | 0:6           | RTP Unia Racibórz        |
| Bronowianka Kraków | 0:1           | AJD Częstochowa          |
| Górnik Łęczna      | 0:0 (5:4 kar) | Praga Warszawa           |
| Checz Gdynia       | 0:6           | AZS Wrocław              |
| Medyk II Konin     | 0:1           | MUKS Tomaszów Mazowiecki |
| Praga II Warszawa  | 2:2 (4:5 kar) | AZS PWSZ Biała Podlaska  |
| Gryf Szczecin      | 2:0           | Medyk Konin              |

## Ćwierćfinały
Mecze rozgrywano 9 i 10 maja 2009 roku.
| Drużyna 1                | Wynik         | Drużyna 2               |
| ------------------------ | ------------- | ----------------------- |
| MUKS Tomaszów Mazowiecki | 0:6           | AZS Wrocław             |
| Czarni Sosnowiec         | 0:4           | RTP Unia Racibórz       |
| AJD Częstochowa          | 2:6           | AZS PWSZ Biała Podlaska |
| Górnik Łęczna            | 1:1 (3:4 kar) | Gryf Szczecin           |

## Półfinały

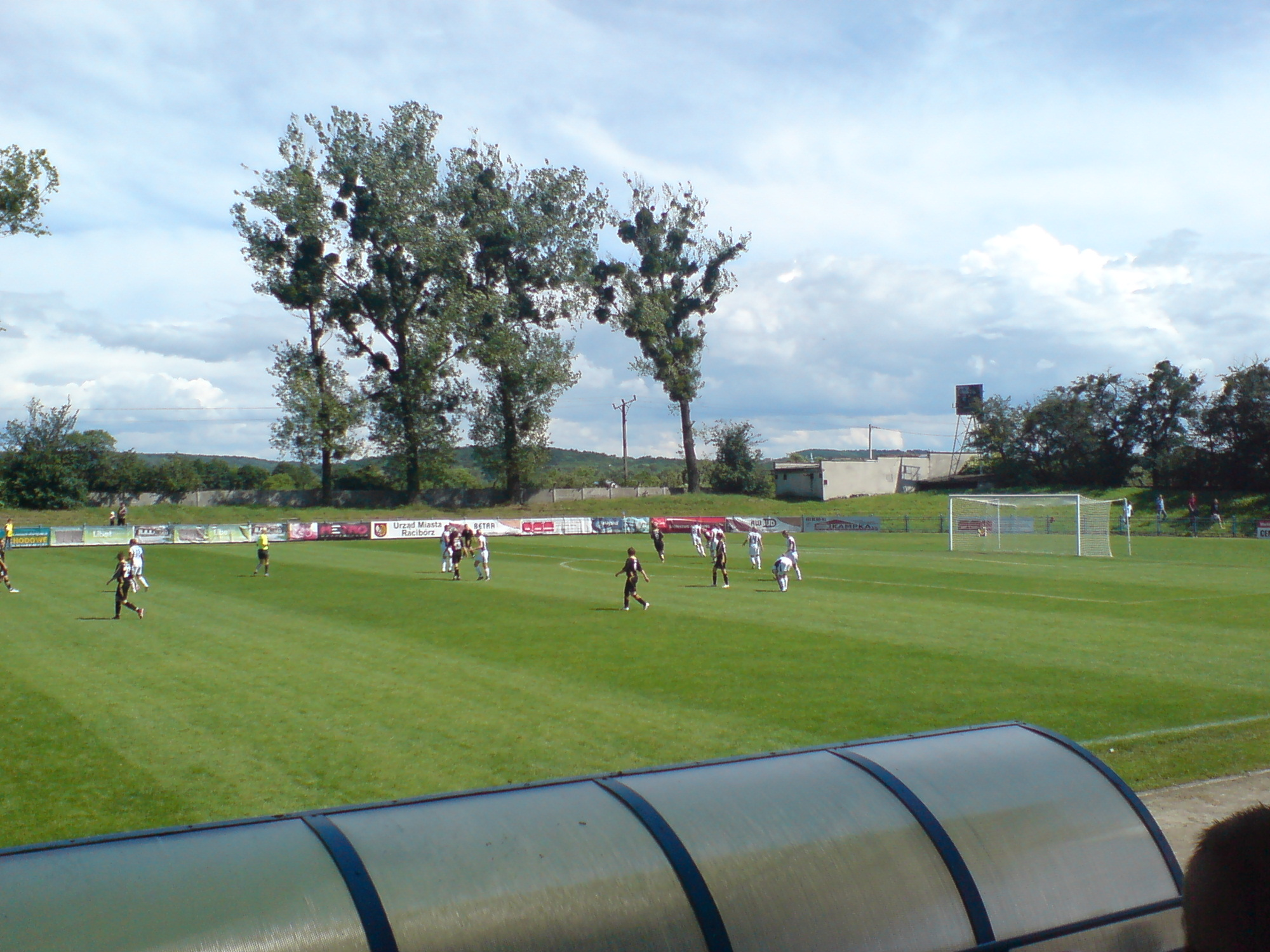
Półfinał RTP Unia Racibórz – AZS Wrocław (0:2)

Mecze rozgrywano 6 i 7 czerwca 2009 roku.
| Drużyna 1         | Wynik         | Drużyna 2               |
| ----------------- | ------------- | ----------------------- |
| RTP Unia Racibórz | 0:2           | AZS Wrocław             |
| Gryf Szczecin     | 1:1 (4:2 kar) | AZS PWSZ Biała Podlaska |

## Finał
Finał rozegrano 14 czerwca 2009 roku.
| Drużyna 1     | Wynik | Drużyna 2   |
| ------------- | ----- | ----------- |
| Gryf Szczecin | 0:3   | AZS Wrocław |